# Tamalín, Veracruz
Tamalín là một đô thị thuộc bang Veracruz, México. Năm 2005, dân số của đô thị này là 11269 người.